# Nieuwe Kerk (Delft)

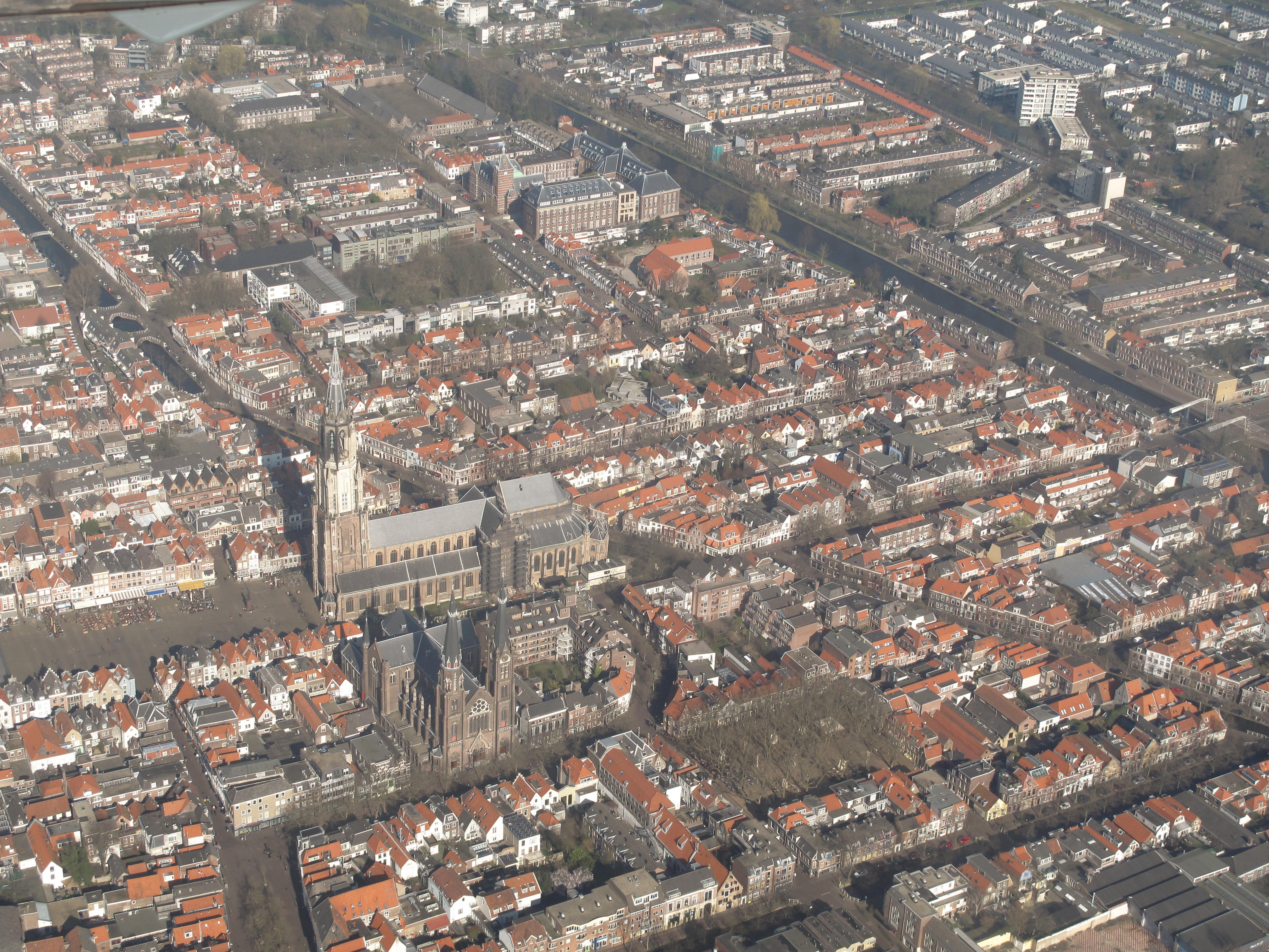
Delft, centrum met de Nieuwe Kerk

De Nieuwe Kerk in de stad Delft, in de Nederlandse provincie Zuid-Holland, is een kerkgebouw aan de Markt in het centrum van de stad. De toren is met 108,75 meter na de Domtoren in Utrecht de hoogste kerktoren van Nederland. De kerk is verder bekend vanwege het Praalgraf van Willem van Oranje. Onder het praalgraf bevindt zich de grafkelder van Oranje-Nassau, de grafkelder van het Koninklijk Huis.
Met uitzondering van zondag is het kerkgebouw de hele week te bezichtigen en kan ook de toren worden beklommen. Het kerkgebouw zelf wordt nog elke zondag tweemaal gebruikt voor diensten van de Delftse PKN-gemeente.
De thans protestantse kerk was voor de Reformatie toegewijd aan de heilige Ursula van Keulen en stond ook bekend als Sint-Ursulakerk.

## Geschiedenis
Volgens een overlevering knielde in 1351 de als zonderling bekendstaande bedelaar Symon op de Markt. Ene Jan Col, een inwoner van de stad, bracht de bedelaar wat eten. Toen beide mannen omhoog keken, zagen ze een gouden kerk, gewijd aan de Moeder Gods, aan Maria. De bedelaar overleed kort daarop, maar Jan Col bleef dertig jaar lang op dezelfde januaridag, de dinsdag na 25 januari, de bekering van de apostel Paulus, het visioen van de gouden kerk zien. Hij verkondigde de overtuiging dat Maria wilde dat er op die plek, die destijds dienstdeed als galgenveld, een kerk zou verrijzen. Twee sonderlinge devote Bagynen steunden Jan Cols verzoek. Na dertig jaar werd door het stadsbestuur besloten op de betreffende plek inderdaad een kerk neer te zetten, gewijd aan Maria.
Deze kerk was na de Oude Kerk de tweede kerk van Delft en werd daarom de Nieuwe Kerk genoemd. In de zomer van 1381 werd begonnen met de bouw van een rietgedekte nieuwe houten kerk. Aan de oostzijde werden drie altaren op rij geplaatst: een hoofdaltaar in het midden, met ten noorden daarvan een Maria-altaar en ter andere zijde een altaar gewijd aan de voornoemde apostel Paulus. De houten kerk en de altaren werden op 6 juli 1382 gewijd, de zondag na de translatie van Sint-Maarten. Twee jaar later werd begonnen met de bouw van een stenen basiliek om de houten kerk heen. Op 11 augustus 1384, daags na Sint-Laurentius, werd door Jan van Groenenvelt, ridder en poorter van Delft, aan de oostzijde van de houten kerk de eerste steen gelegd voor het hoogkoor van de basiliek. Nadat het hoogkoor was voltooid, werd aan de westzijde van de kerk begonnen met de bouw van de toren. De eerste steen van deze toren werd op 6 september 1396 gelegd door vier raadslieden van de stad. Op 6 september 1496, exact 100 jaar na de start van de bouw, was de toren af. Later zou de kerk nog uitgebreid worden. Tijdens de bouw van de stenen basiliek werd Sint-Ursula de tweede beschermheilige van de kerk, naast Maria.
Het dak van de Nieuwe Kerk werd van hout gemaakt, omdat bekend was dat de grond voor een stenen gewelf niet solide genoeg zou zijn. De grond om de toren werd verstevigd door tijdens een onderbreking van de bouw grote hoeveelheden steen om de toren te leggen. Delft had er met de Oude Kerk een voorbeeld aan, dat de toren stevig moest worden gefundeerd.
Het noodlot sloeg op 3 mei 1536 toe: tijdens de Delftse stadsbrand, die vermoedelijk door blikseminslag in de toren van de Nieuwe Kerk ontstond, raakte de kerk zwaar beschadigd. Onder meer de spits, waarin tot dan toe een bol was opgenomen, werd vervangen door een toelopende top.
Tijdens de invoering van de zestiende-eeuwse protestantse Reformatie viel de Nieuwe Kerk toe aan de gereformeerden. Het katholieke interieur en de deels zeer kostbare altaren, kerkbanken en biechtplaatsen werden tijdens de beeldenstorm verwoest.
De toren van de kerk werd ongeveer in 1586 door Simon Stevin en toekomstig burgemeester Jan Cornets de Groot gebruikt om een valproef te doen met twee loden bollen, de één tien keer zo zwaar als de andere, waarbij bleek dat ze beiden gelijk dat haer beyde gheluyden een selue clop schijnt te wesen op de grond vielen.
De Nieuwe Kerk raakte in 1654 opnieuw zwaar beschadigd, deze keer door de Delftse donderslag. Het Delftse kruithuis, destijds gevestigd aan de Paardenmarkt, ging de lucht in. Daarbij gingen alle glas-in-loodramen van de Nieuwe Kerk, die door de broers Dirck en Wouter Crabeth waren gebrandschilderd, verloren.
In 1659/1660 vervaardigde de klokkengieter François Hemony het carillon voor de kerktoren. 
Het was aanvankelijk de bedoeling om het klokkenspel in het stadhuis te monteren maar de plannen werden gewijzigd en het werd in de kerktoren geïnstalleerd. Het uurwerk dat het klokkenspel moest aansturen werd van het stadhuis naar de kerktoren verplaatst. Vervolgens kreeg de toren in 1660 ook zijn eerste wijzerplaten.
In 1872 werd de spits opnieuw door een blikseminslag beschadigd. De architect Pierre Cuypers ontwierp de huidige spits. 
Het bovenste achtkantige gedeelte van de toren is opgetrokken uit Bentheimer zandsteen. Dit materiaal is gevoelig voor verwering onder invloed van luchtvervuiling en zure regen, waardoor het donker wordt. Dit proces is moeilijk te keren zonder de steen te beschadigen.

## Glas-in-loodramen
In het koor zijn er nu zestien gebrandschilderde ramen: van Willem van Konijnenburg (1927 en 1936), Henri van der Stok (1931), Jaap Gidding (1932), Georg Rueter (1933), Joep Nicolas (1936) en Annemiek Punt (2006), waaronder het Wilhelminaraam en het Prins Willemraam.

## Grafkelder van Oranje-Nassau
De Oranjes waren voor de Tachtigjarige Oorlog de belangrijkste machthebbers in de Nederlanden en hadden als vestigingsplaats Breda. Omdat bij de dood van Willem van Oranje in 1584 Breda in handen van de Spanjaarden was, moest een andere begraafplaats voor hem worden gevonden. Omdat hij zijn residentie had in Delft, werd de Nieuwe Kerk in Delft uitgekozen als rustplaats voor Van Oranje. Daar is hij bijgezet. Daarna heeft men een praalgraf, dat in 1623 gereed was, boven zijn graf doen laten verrijzen. Ontwerp en uitvoering ervan waren in handen van de befaamde architect en beeldhouwer Hendrick de Keyser. Opdracht tot de bouw ervan werd door de Staten-Generaal van de Republiek der Verenigde Nederlanden gegeven en het monument is nog steeds eigendom van de Staat, beheerd door het Rijksvastgoedbedrijf.
De meeste voorouders van Willem van Oranje liggen in de Grote kerk in Breda begraven, maar na Willem van Oranje zijn nog 45 leden van het Huis van Oranje en het Huis van Oranje-Nassau in de grafkelder van Oranje-Nassau bijgezet. De grafkelder is daartoe flink uitgebreid en bestaat nu uit een kleine kelder en een grote kelder. Prins Bernhard werd op 11 december 2004 als laatste bijgezet.

## Graven van niet-vorstelijke personen
In en om de Nieuwe Kerk is vanaf 1396 begraven; het oudste grafboek dateert uit 1493. 
Onder anderen de volgende niet-vorstelijke personen werden in de Nieuwe Kerk begraven:
- Hugo de Groot (1583-1645), rechtsgeleerde en schrijver
- François Spierincx (ca. 1550-1630), Antwerps tapijthandelaar
- Adriaan Cuyk van Meteren (sterfdatum 26 november 1672), luitenant-kolonel en hij was heer van Meteren en Kerkwijk

## Restauratie en uitbreiding
Vanaf 2013 is begonnen met de restauratie van de Nieuwe Kerk. Het dak werd vernieuwd en de kerk werd verwarmd.
De Hervormde Gemeente beoogt nog een ondergrondse uitbreiding. Er is een faciliteitenkelder gepland van 550 m², hierin zijn onder andere een ontvangstruimte, wc´s en een keuken voorzien. De kelder is nodig om het gemakkelijker te maken evenementen in de kerk te organiseren. Deze uitbreiding is omstreden, omdat de Hervormde Gemeente niet het benodigde budget voor afdoende archeologisch onderzoek bij elkaar wist te brengen. Zij stelde daarom voor slechts 10-20% van de meer dan 2000 graven die vernietigd zullen worden te onderzoeken. De gemeenteraad van Delft besloot in weerwil van de eigen voorschriften in het omgevingsplan alsnog een bouwvergunning te verlenen. Dit stuitte op fel verzet van lokale geschiedenis- en archeologieliefhebbers, die een rechtszaak aanspanden. Na een aanvankelijke beslissing de bouwvergunning op te schorten, besloot de rechter hem in tweede instantie toch te verlenen. Daarna volgden nog verschillende publieksacties teneinde kerk en gemeente te bewegen toch afdoende onderzoek te doen. De weigering van het kerkbestuur om water bij de wijn te doen, leidde tot een slepende juridische procedure waarin de Raad van State op 8 februari 2017 uitspraak deed.

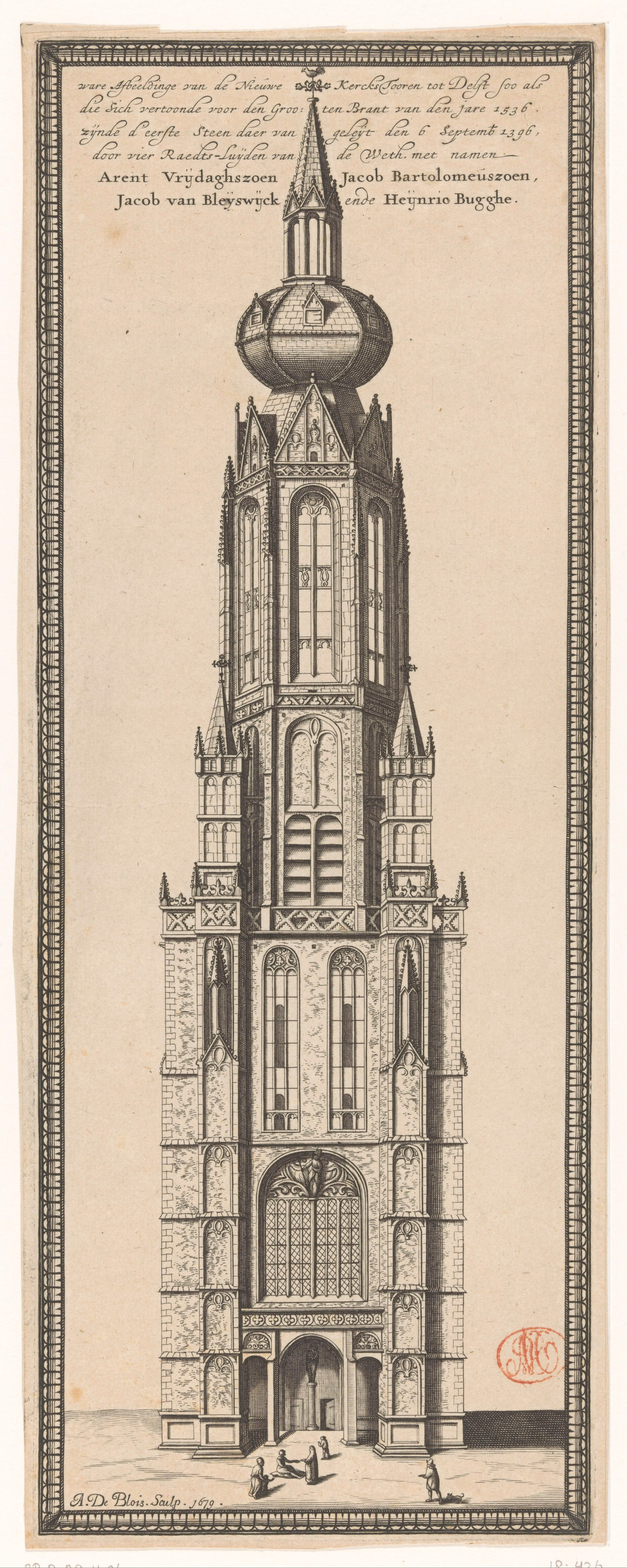
Bolspits van voor de brand in 1536
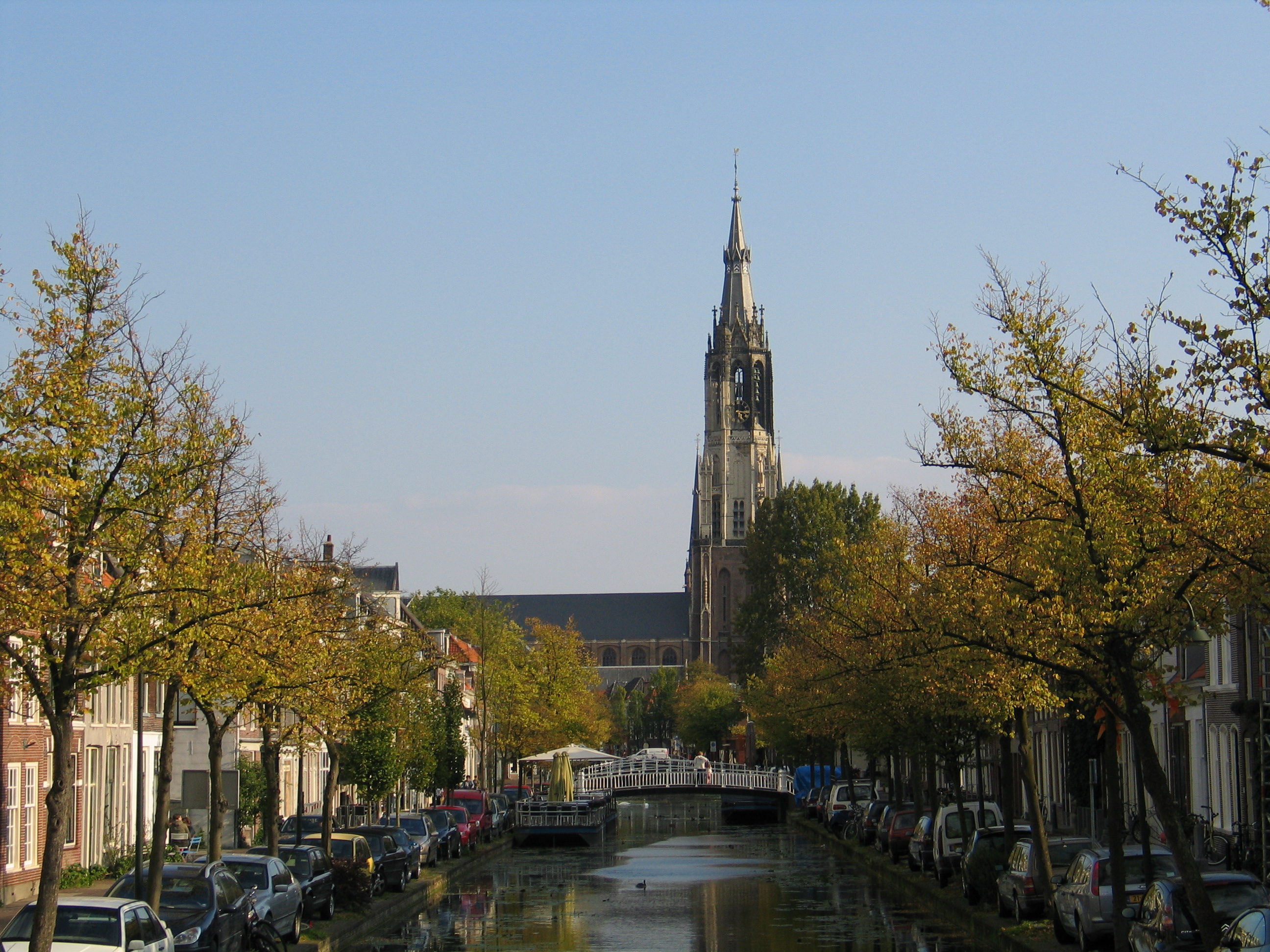
De kerk vanuit het noordwesten
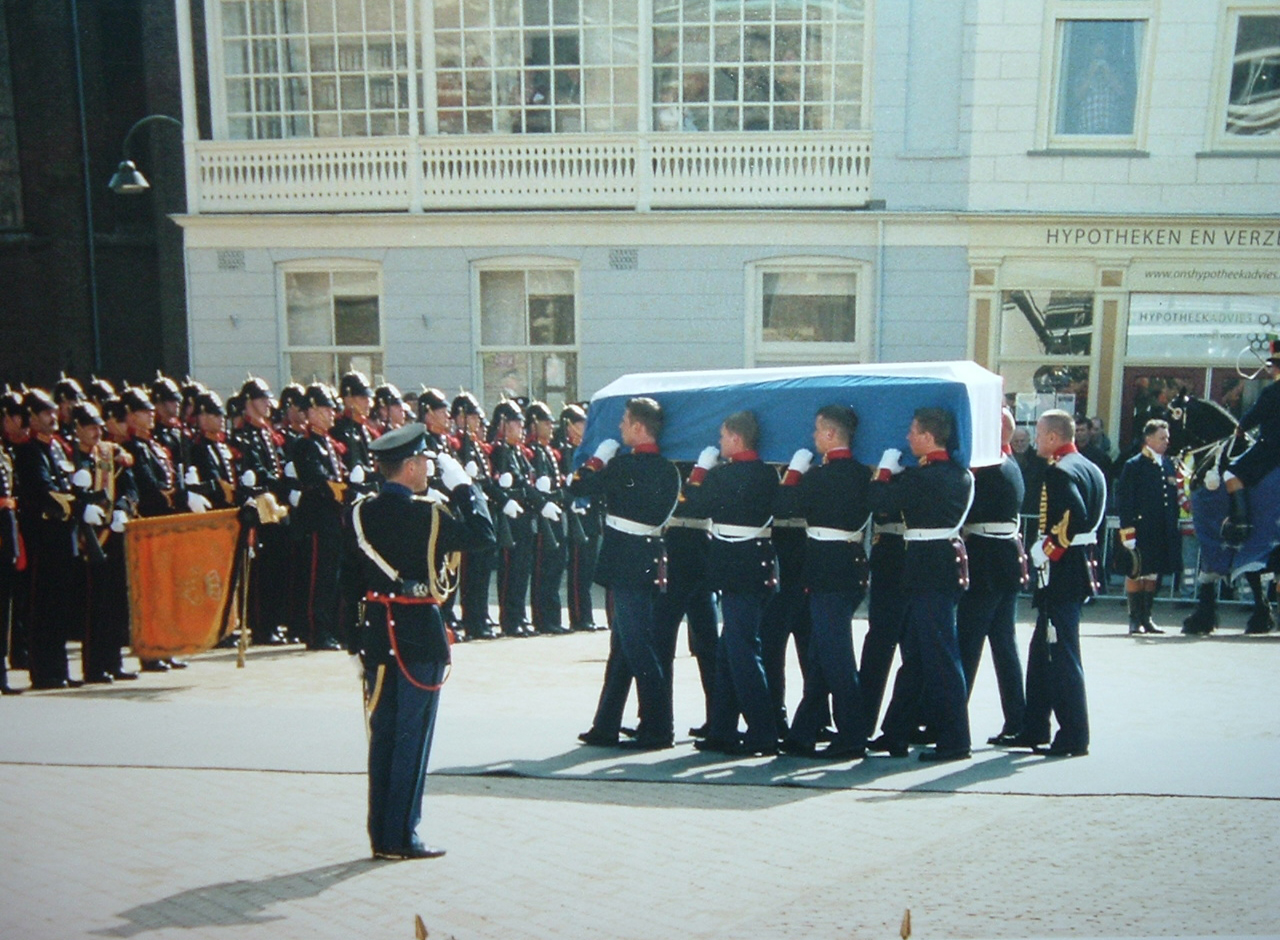
Bijzetting van koningin Juliana in 2004